# 焼山寺道
焼山寺道（しょうさんじみち）は徳島県吉野川市にある四国八十八箇所霊場第十一番札所藤井寺と名西郡神山町にある第十二番札所焼山寺を結ぶ遍路道である。焼山寺越えとも呼ばれる。順打ちの歩き遍路が最初に体験する難所となっている。

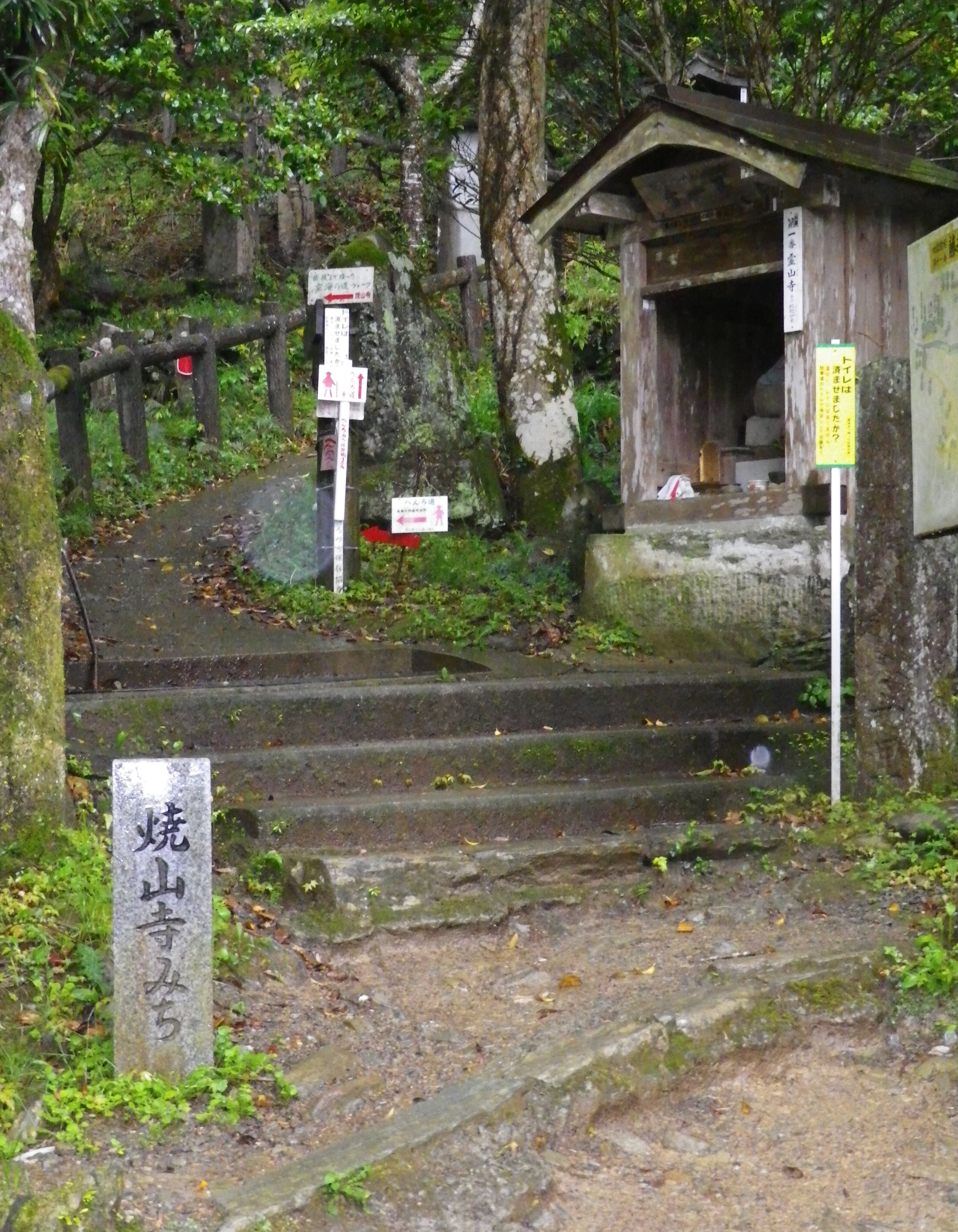
藤井寺側入口

## 概要
焼山寺道は標高40mの藤井寺から焼山寺山（標高938m）の七合目辺りにある焼山寺に至る全長12.9kmの歩道（山道）である。「へんろころがし」と呼ばれる急峻な上りや下りが6箇所ある。藤井寺からの焼山寺道入口には”健脚5時間、平均6時間、弱足8時間”の所要時間の目安が書かれた標識がある。
藤井寺側から行くと、長戸庵、柳水庵、浄蓮庵という3箇所の仏堂を経由し焼山寺に至る。藤井寺奥の院を過ぎると最初のへんろころがしを登る。登り切った標高225m地点に端山休憩所がある。途中、水大師という湧き水があり藤井寺より3.2km行くと標高440mの長戸庵に至る。長戸庵を出て標高540m地点を経由し少し下ると長戸庵から3.4km地点に標高500mの柳水庵がある。柳水庵から県道245号を横切り4箇所目のへんろころがしを通り柳水庵より2.2kmの距離に焼山寺道最高地点・標高745mの浄蓮庵（一本杉庵）がある。浄蓮庵より標高400mの左右内（そうち）まで5箇所目のへんろころがしを下り、左右内川を渡って、いよいよ焼山寺山本体にとりつき最後のへんろころがしを登って浄蓮庵より距離4.1kmで標高700mの焼山寺に到着する。
なお、焼山寺境内から、13番大日寺へ向かう遍路道は「一宮道」と名称が変わり、両方の遍路道のうち焼山寺山中の約4.2kmが国の史跡に指定されている。

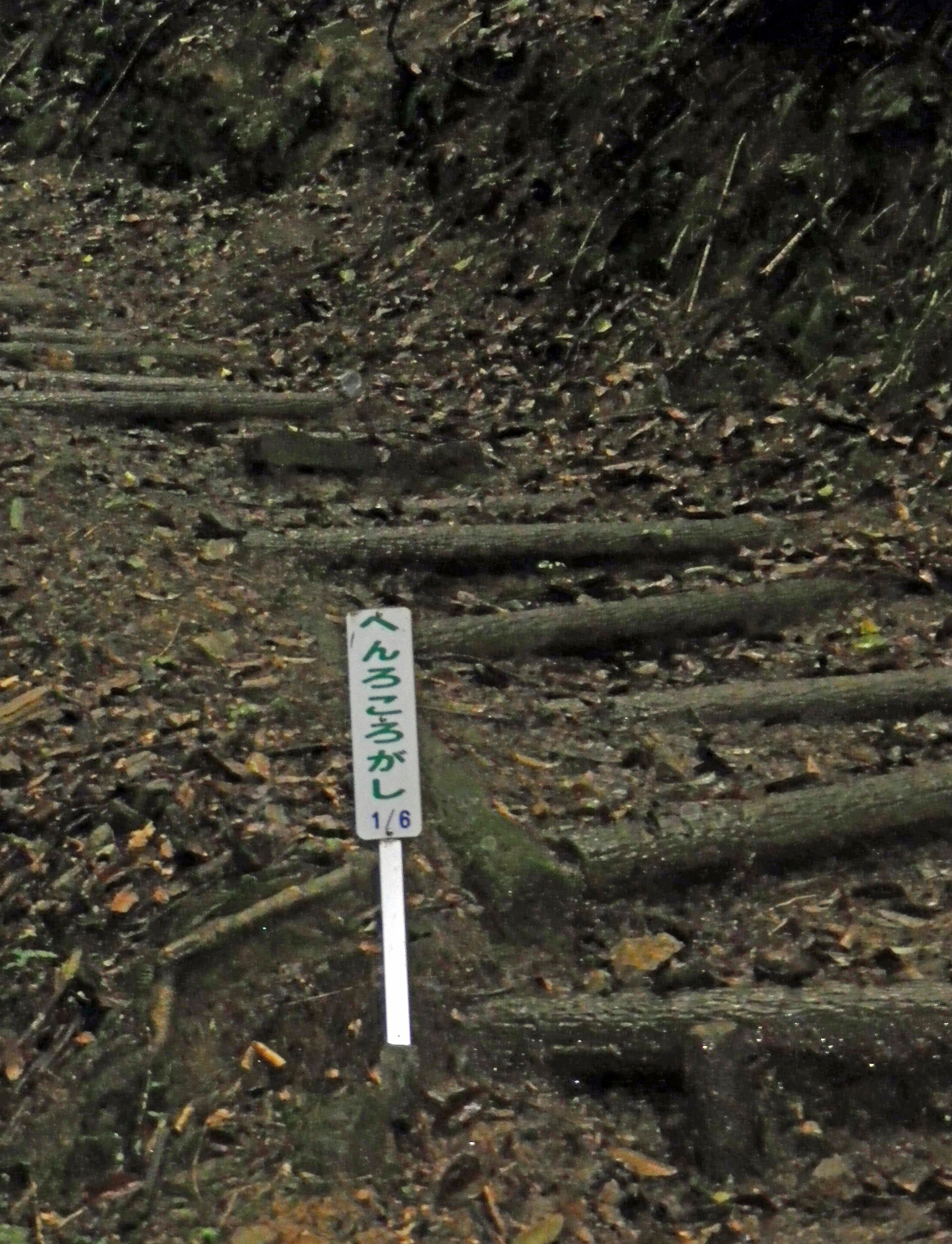
へんろころがし1
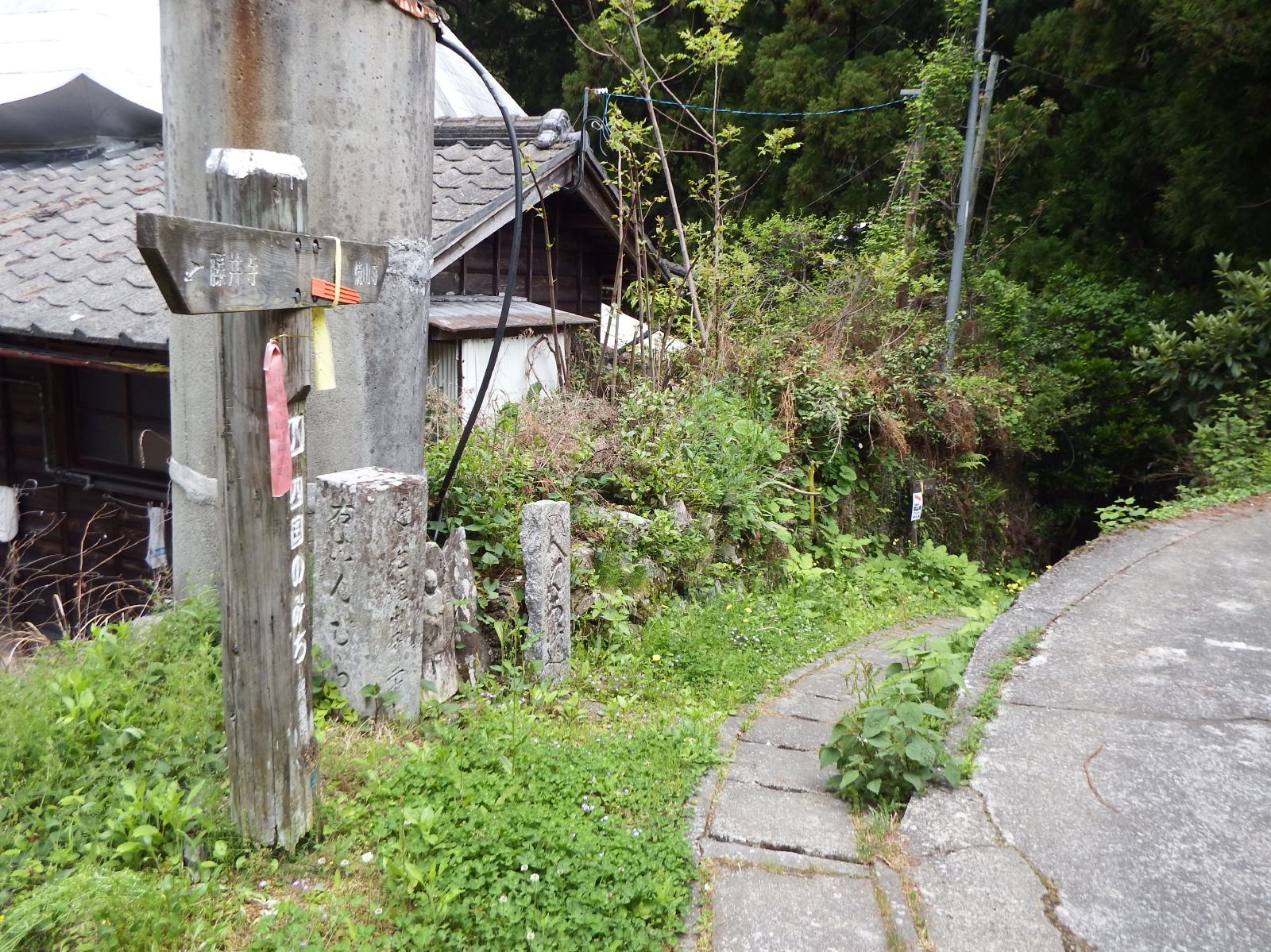
左右内集落
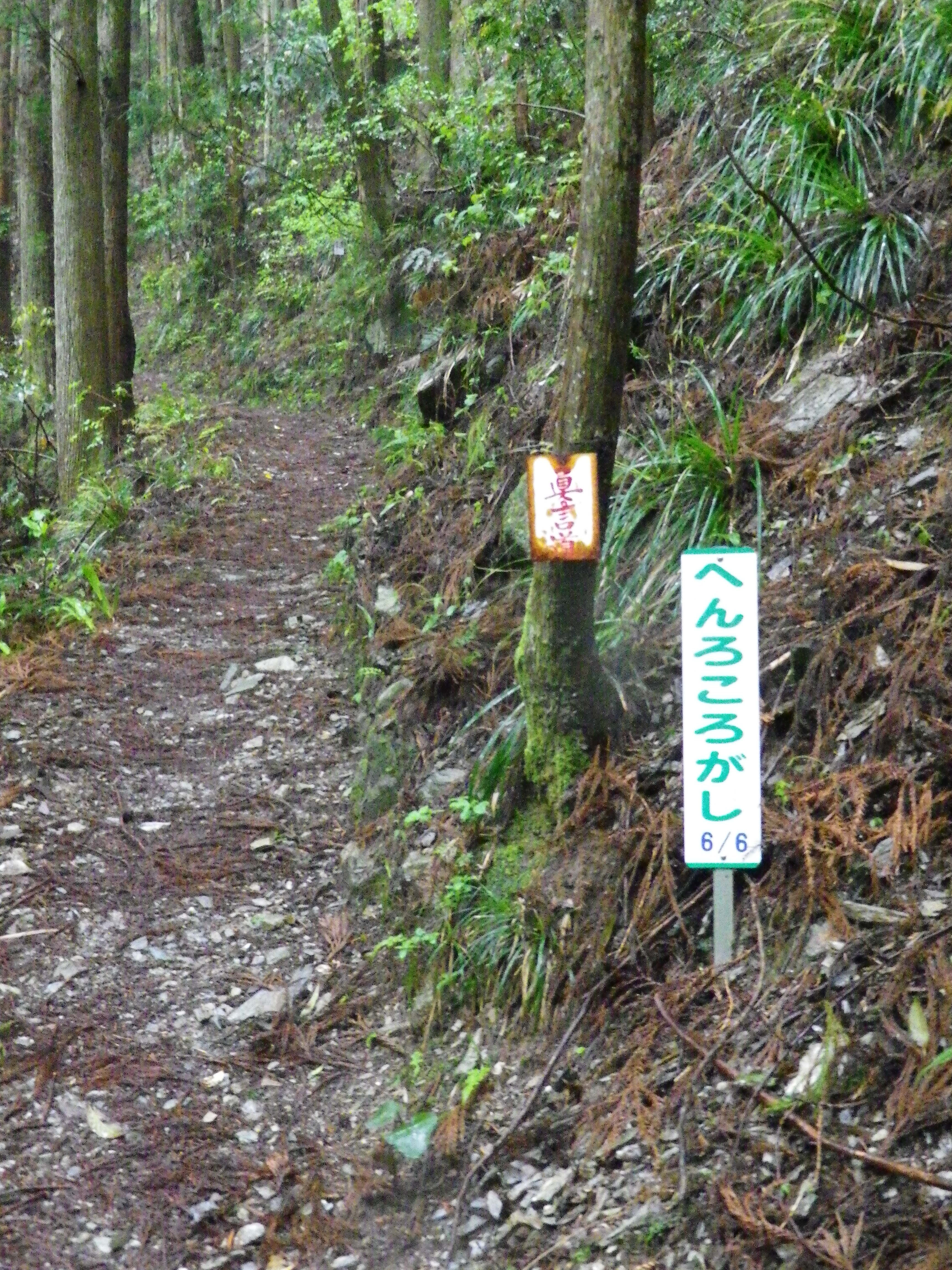
へんろころがし6
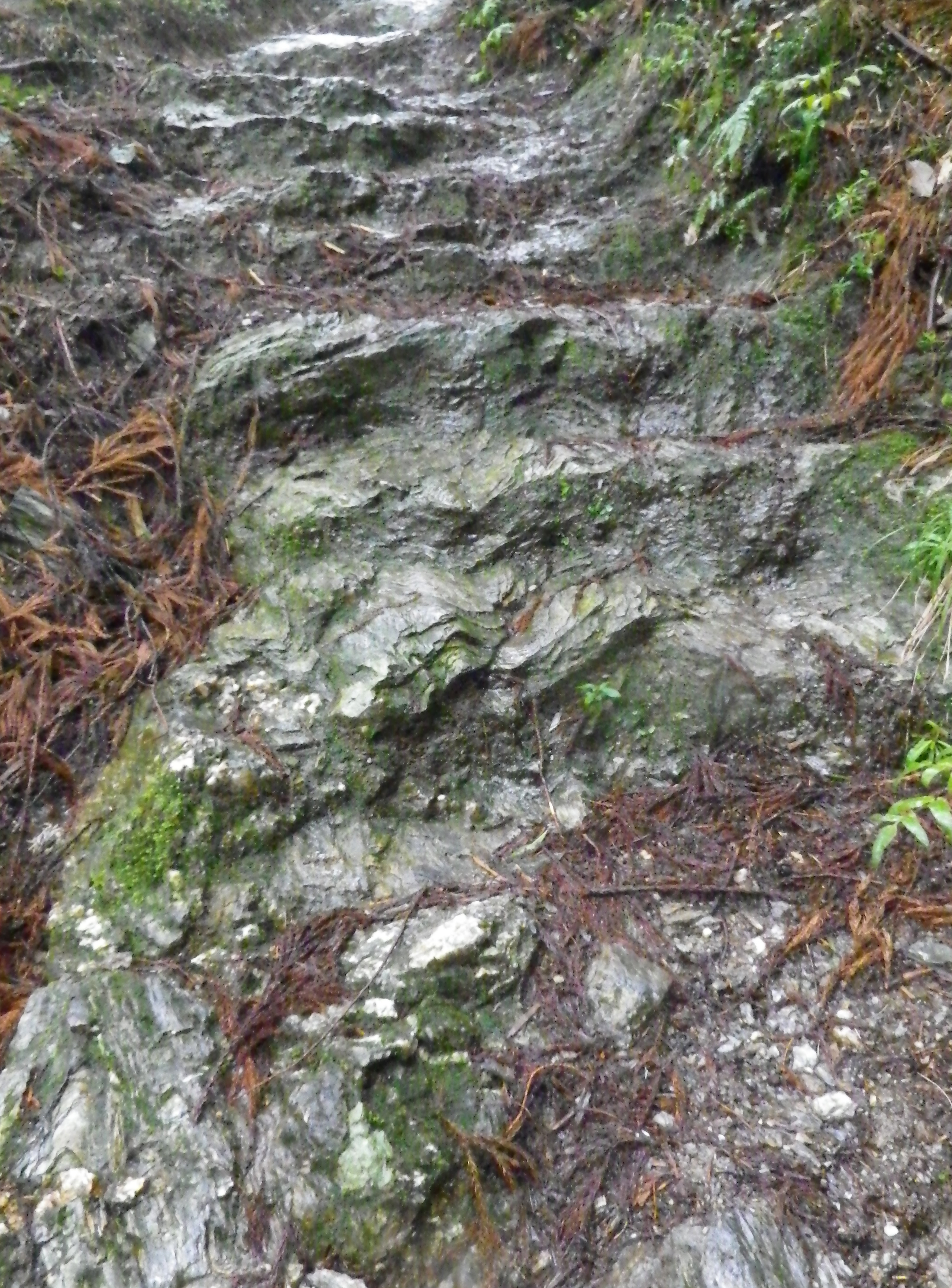
へんろころがし6の石段
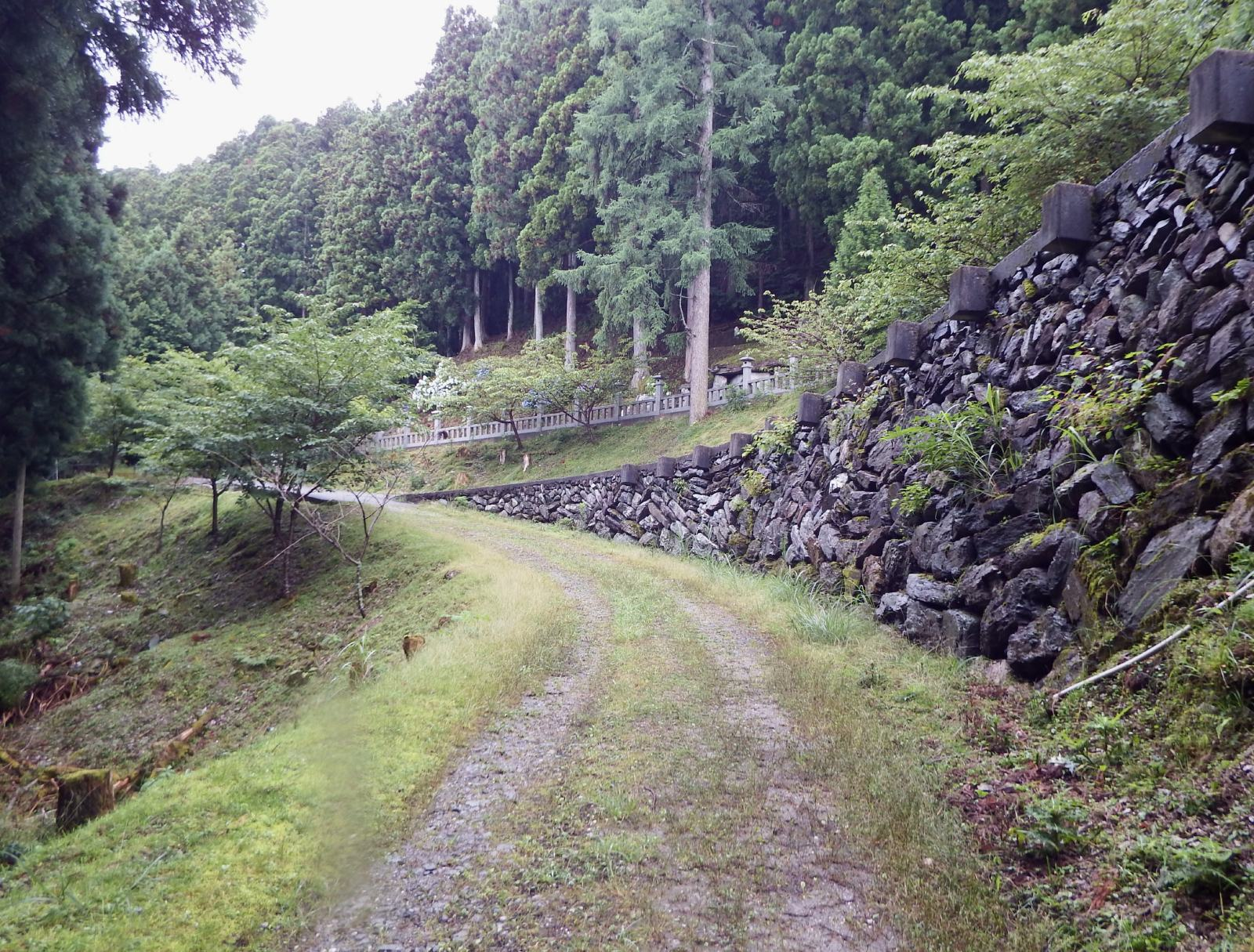
焼山寺道の終点近く
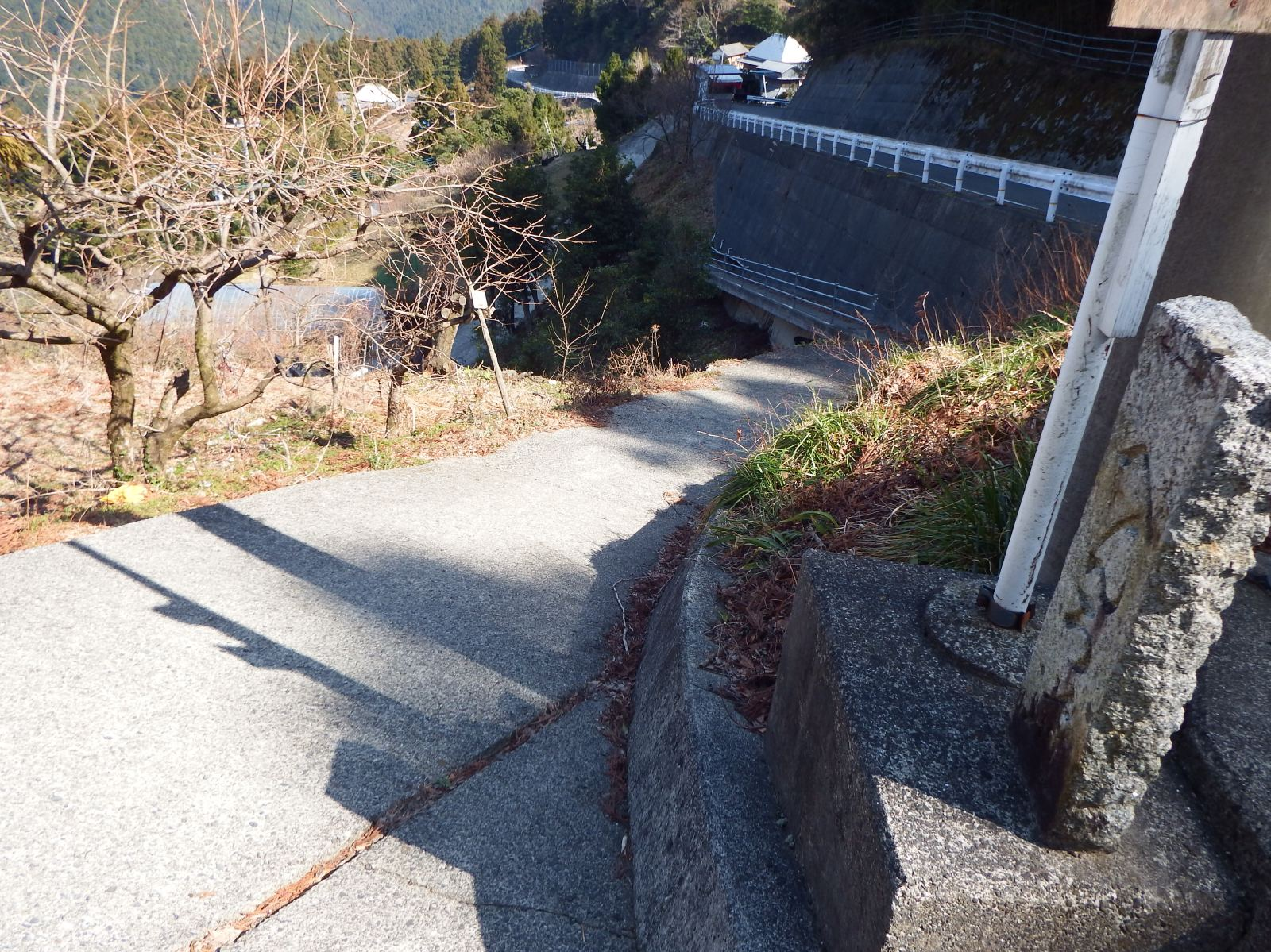
一宮道　杖杉庵脇

## 途中の仏堂
焼山寺道の途中には長戸庵、柳水庵、浄蓮庵という3箇所の仏堂がある。

### 長戸庵
長戸庵（ちょうどあん）は、藤井寺より3.2kmの地点にある仏堂である。標高は440m。本尊は弘法大師。
空海（弘法大師）が焼山寺に行く途中で最初に休憩した場所と伝えられている。空海が休憩していると足を痛めた老人が通りかかった。空海は老人に加持を施すと足の痛みが消えた。そこで老人は仏堂を建て弘法大師の尊像を祀り、修業山長戸大師堂と名付けたと言われる。長戸庵の名は、一息入れるのに「ちょうど塩梅良き」場所であるということに由来する。吉野川市鴨島町飯尾の持福寺に所属し、かつては庵守が居住していた。

### 柳水庵
柳水庵（りゅうすいあん）は、藤井寺より6.6kmの地点にある仏堂である。標高は500m。本尊は弘法大師で、空海自らが自身の像を刻んで納めたと伝えられている。
空海がこの地で休息した際に水を求めた。しかし、水がなかったので柳の枝に加持を施して掘ったところ水が湧き出したと言われる。現在も「柳の水」と呼ばれる湧水がある。
平成13年（2001年）まで庵主が居住しており宿泊も可能であったが、現在は無住となっている。庵の直下に地元有志によって建てられた無料休憩所があり簡易宿泊も可能である。

### 浄蓮庵
浄蓮庵（じょうれんあん）は、藤井寺より8.8kmの地点にある仏堂である。焼山寺道では最も高い標高745mに位置する。本尊は阿弥陀如来。詳しくは、一宿山（いっしゅくざん）浄蓮庵と号する。徳島県指定天然記念物の「左右内の一本杉」（樹高約30m樹周7.62m 昭和29年1月29日指定）があり、一本杉庵とも呼ばれる。
空海が焼山寺に向かう途中、ここで木の根を枕に仮眠した。その時、夢の中に阿弥陀如来が出現したので、尊像を刻み安置したことに由来すると伝えられている。この際に杉を植え、大木・左右内の一本杉となったと言われる。
浄蓮庵の杉の下にある弘法大師の銅像は42段の石段と共に、大正15年（1926年）京都市の河地幾太郎が建立、長い遍路道を歩きこの石段を上り大師像を見上げた時は感動ものである。

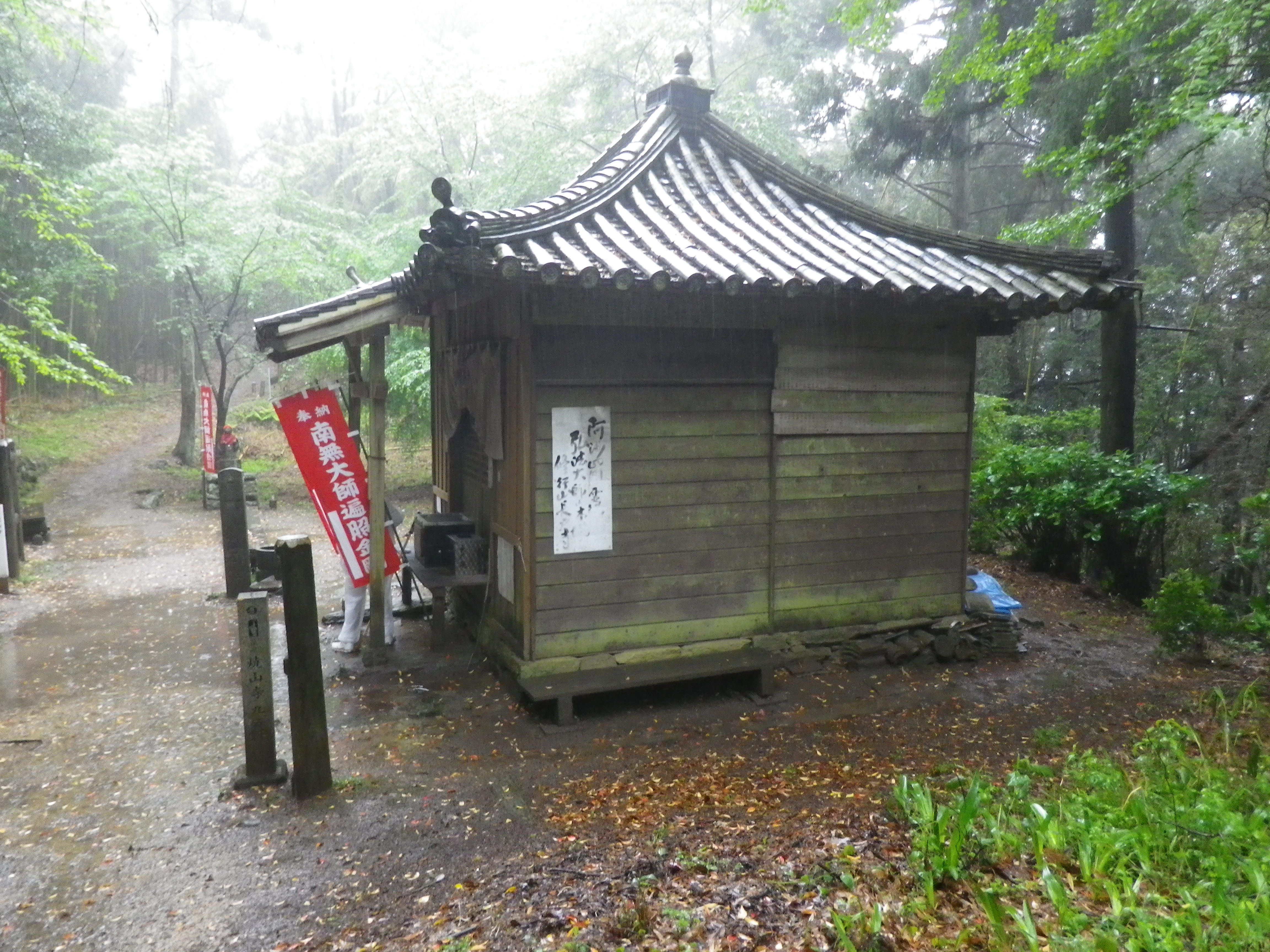
長戸庵
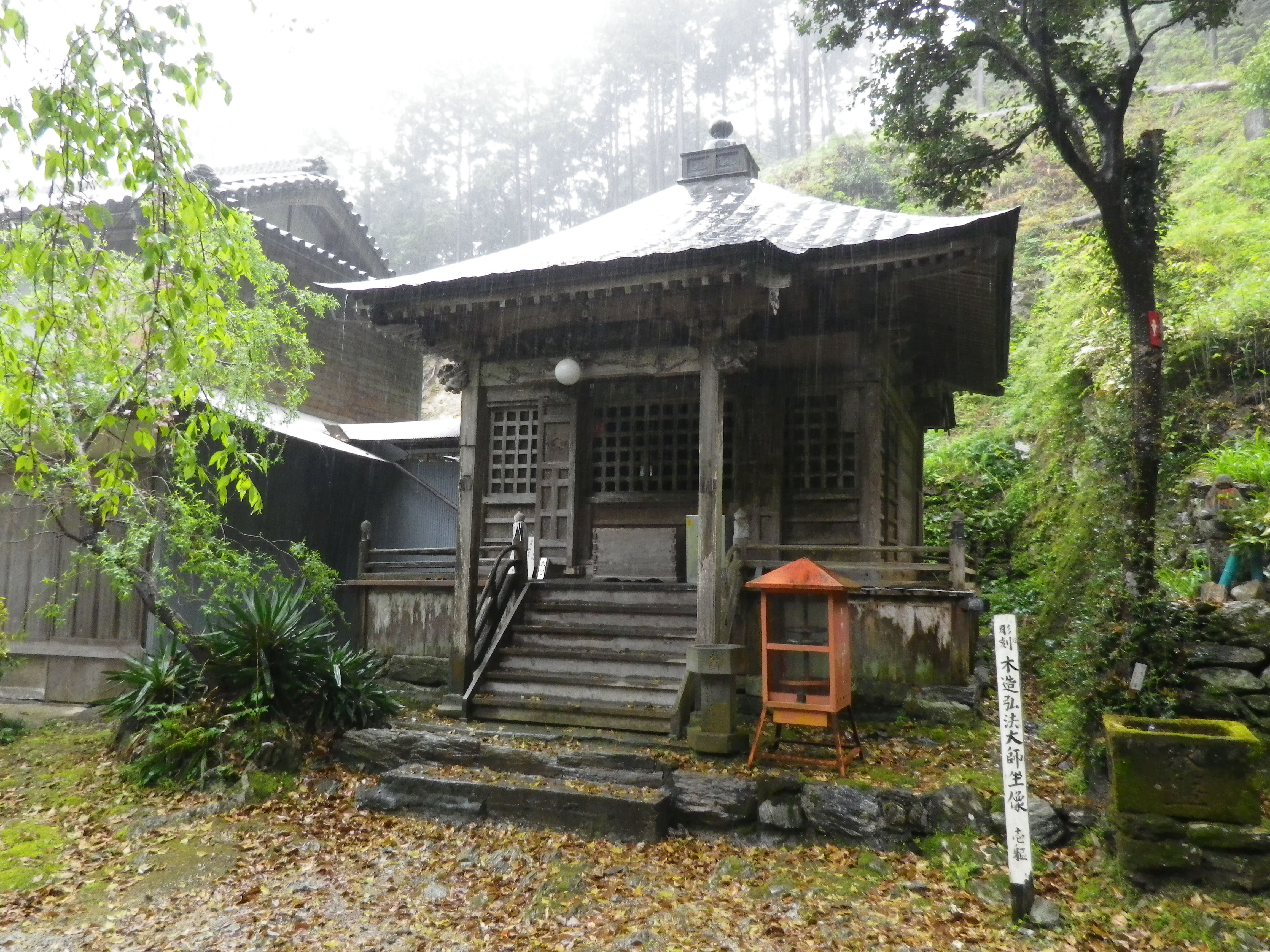
柳水庵
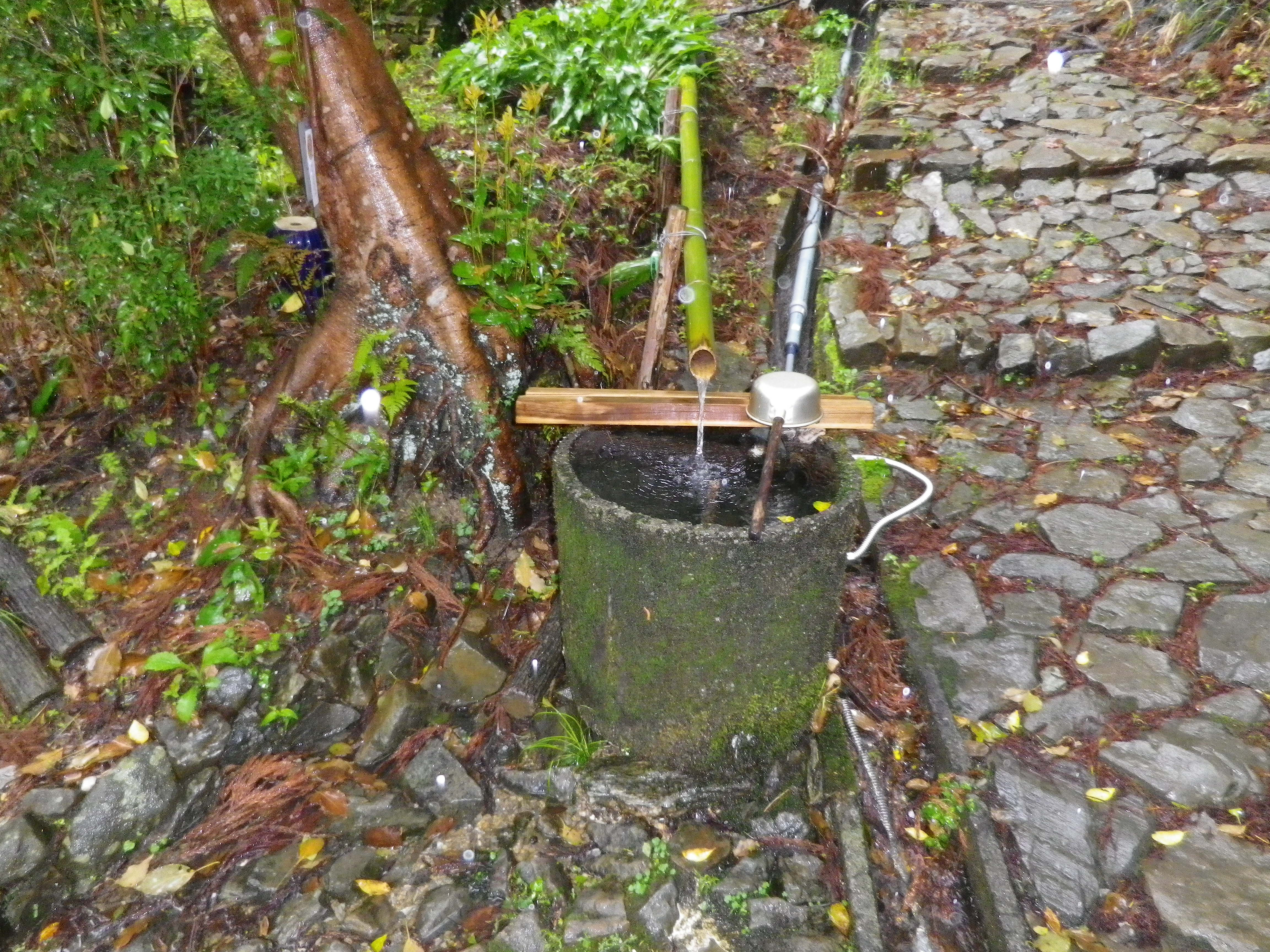
柳の水
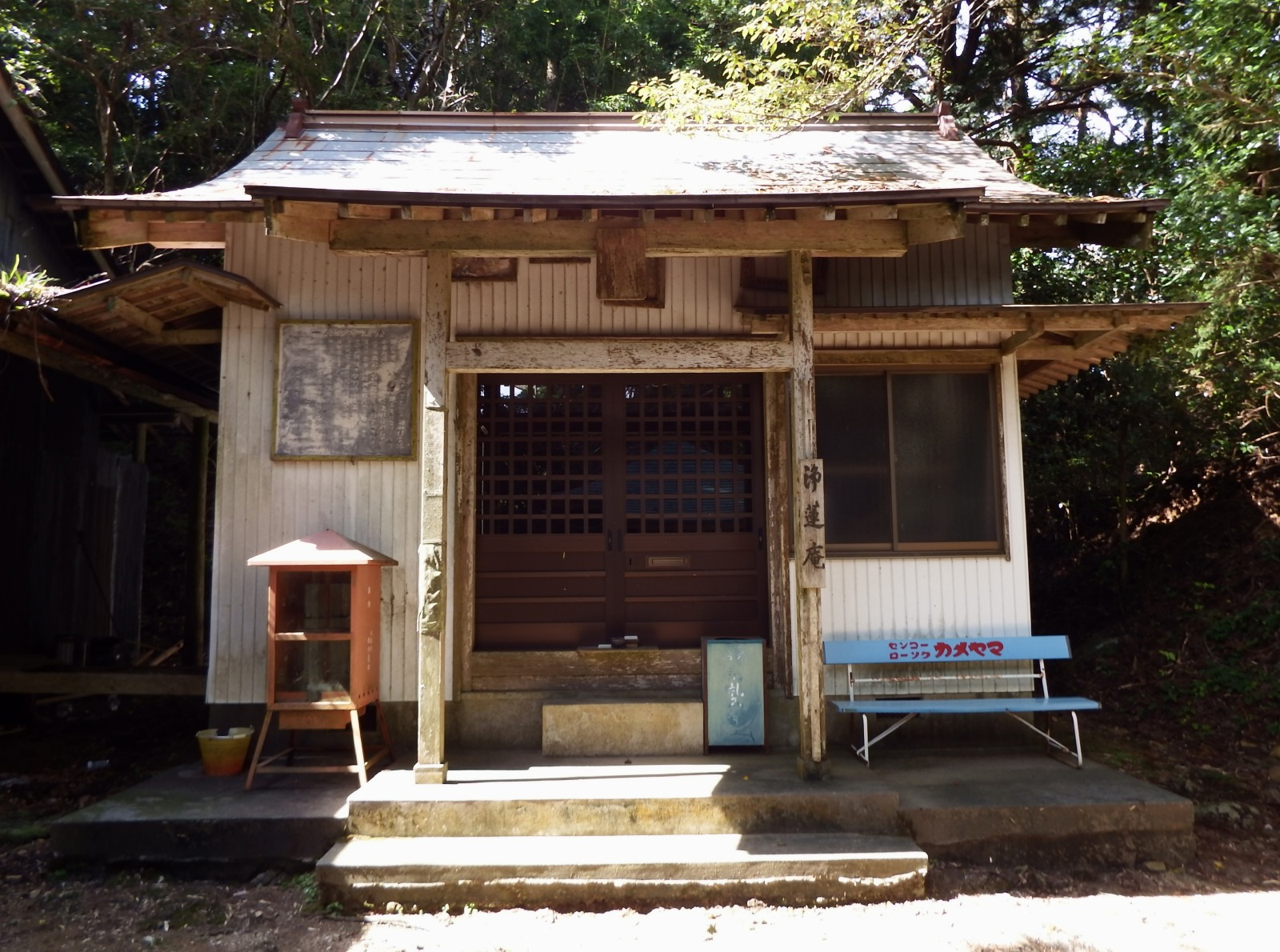
浄蓮庵
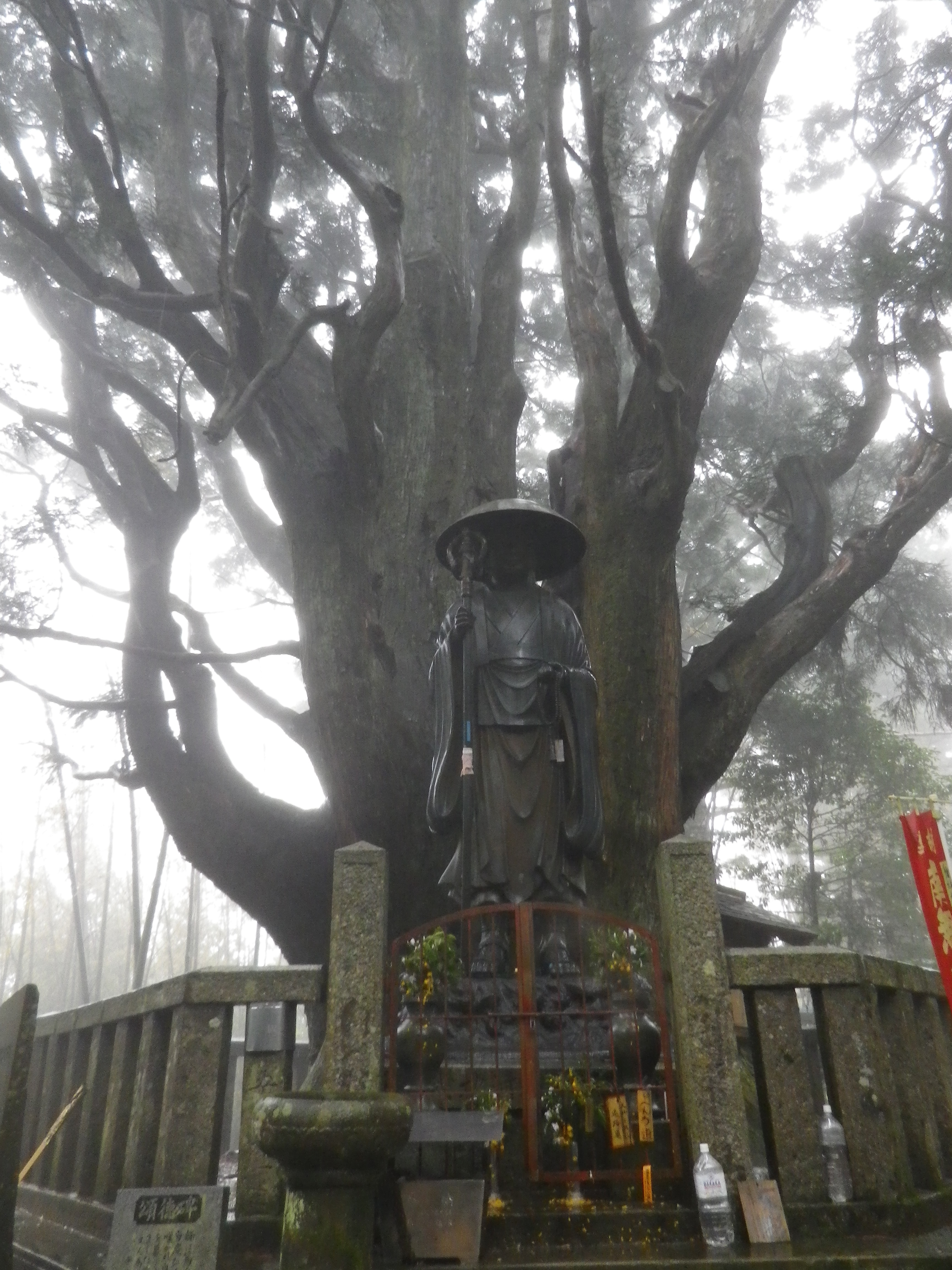
一本杉と弘法大師像